# Cinco Anéis de Moscovo
Os Cinco Anéis de Moscovo (oficialmente: Five rings of Moscow) é uma carreira ciclista por etapas russa disputada em Moscovo e seus arredores.
Como o seu nome o indica, a carreira está composta de 5 etapas, a cada uma correspondente a um circuito ou "anel". Ao longo dos anos, os "anéis" têm sido: um anel ao redor do Kremlin ("Anel do Kremlin"), um anel ao redor da pista olímpica em Krylatskoye ("Anel de Krylatskoe"), o denominado Anel dos Jardins (Garden Ring) , um anel em Colina dos Pardais ("Anel de Gorrión"), um anel ao longo do Terraplano de Luzhnetskaya ("Luzhnetsky Ring").
A carreira foi em 1993 como amador, desde a criação dos Circuitos Continentais da UCI em 2005 faz parte do UCI Europe Tour, dentro da categoria 2.2 (última categoria do profissionalismo).

## Palmarés
| Ano                       | Vencedor             | Segundo             | Terceiro             |
| ------------------------- | -------------------- | ------------------- | -------------------- |
| edições amador            |                      |                     |                      |
| 1993                      | Yuri Amelkhin        |                     |                      |
| 1994                      | Alexander Zaitsev    |                     |                      |
| 1995                      | Sergei Kuznetsov     |                     |                      |
| 1996                      | Roman Fadeyev        |                     |                      |
| 1997                      | Oleg Grishkin        |                     |                      |
| 1998                      | Dimitri Galkin       |                     |                      |
| 1999                      | Sergey Koudentsov    |                     |                      |
| 2000                      | Dmitry Gorbachev     |                     |                      |
| 2001                      | Ivan Terenine        |                     |                      |
| 2002                      | Andrey Pchelkin      | Ivan Terenine       | Mikhail Mikheev      |
| 2003                      | Andrey Pchelkin      | Evgeny Sokolov      | Sergej Polukhine     |
| 2004                      | Ivan Terenine        |                     |                      |
| edições profissionais     |                      |                     |                      |
| 2005                      | Eduard Vorganov      | Vladislav Borisov   | Evgeny Sokolov       |
| 2006                      | Alexander Khatuntsev | Denys Kostyuk       | Aleksandr Kuschynski |
| 2007                      | Aleksandr Kuschynski | Serguei Firsanov    | Aleksandr Mirónov    |
| 2008                      | Denis Galimzyanov    | Aleksandr Mirónov   | Дмитро Кривцов       |
| 2009                      | Timofey Kritsky      | Andreas Schillinger | Dirk Müller          |
| 2010                      | Serguei Firsanov     | Sergey Rudaskov     | Vitaliy Popkov       |
| 2011                      | Serguei Firsanov     | Ivan Stević         | Grischa Janorschke   |
| 2012                      | Igor Boev            | Ivan Stević         | Dirk Müller          |
| 2013                      | Maksim Razumov       | Denys Kostyuk       | Sergey Klimov        |
| 2014                      | Andrey Solomennikov  | Sergey Lagutin      | Oleksandr Polivoda   |
| 2015                      | Oleksandr Polivoda   | Andriy Khripta      | Andrey Solomennikov  |
| 2016 edição não realizada |                      |                     |                      |
| 2017                      | Yuri Trofimov        | Vladislav Duiunov   | Evgeny Kobernyak     |
| 2018                      | Andrey Prostokishin  | Kirill Pozdnyakov   | Artur Yershov        |
| 2019                      | Jauhen Sobal         | Gleb Kugayevsky     | Vladislav Duiunov    |
| 2021                      | Igor Frolov          | Roman Maikin        | Dmitri Puzanov       |
| 2022                      | Andrei Stepanov      | Evgeny Tikhonin     | Petr Rikunov         |
| 2023                      | Petr Rikunov         | Ilia Shchegolkov    | Yauheni Karaliok     |
| 2024                      | Lev Gonov            | Ivan Smirnov        | Ilia Shchegolkov     |

## Palmarés por países
| País         | Vitórias |
| ------------ | -------- |
| Rússia       | 23       |
| Bielorrússia | 2        |
| Ucrânia      | 1        |